# Rakkauden synty
Rakkauden synty è il secondo album in studio della cantante finlandese Tiina Räsänen, pubblicato nel 1996 su etichetta discografica Fazer Records.

## Tracce
1. Rakkauden synty – 4:38
2. Nämä kesäyöt – 3:40
3. Hei me mennään – 3:35
4. On tullut aika unohtaa – 3:46
5. Laske tähdet – 2:59
6. Arvaa missä mä oon – 3:05
7. Sua odotin – 3:22
8. Unelmamies – 3:30
9. Liikaa mä hain – 4:01
10. Sinä mun, minä sun – 3:05
11. Oon kauan tiennyt sen – 4:04
12. Mikä hei maksaa – 2:51

## Classifiche
| Classifica (1997) | Posizione massima |
| ----------------- | ----------------- |
| Finlandia         | 39                |